# El amor lo manejo yo
El amor lo manejo yo est une telenovela chilienne diffusé du 24 mars au 22 octobre 2014 sur TVN.

## Acteurs et personnages
- Jorge Zabaleta : Marcos Guerrero
- María Elena Swett : Victoria Duque
- Diego Muñoz : Julián Jiménez
- María Gracia Omegna : Natalia Duque
- Julio Jung Jr. : Alonso García
- Luz Valdivieso :  Laura Green
- Coca Guazzini : Elena Montenegro
- Patricio Achurra : José "Pepe" Fernández
- Loreto Valenzuela : Isabel Fuentes
- Carmen Gloria Bresky : Gabriela "Gaby" Ahumada
- Ignacio Achurra : Alcides "Máquina" Castro
- Antonia Santa María : Noelia Fernández
- Rodrigo Muñoz : Emilio Montes
- María Elena Duvauchelle : Rosa Prado
- Ariel Mateluna : Lucas Ramírez
- Margarita Hardessen : Valentina Duque
- Soledad Cruz : Rocío Guerrero
- Borja Velasco : Fernando "Nano" Jiménez
- Otilio Castro : Antonio Medina
- Osvaldo Silva : "Sergio"

## Diffusion internationale
- TVN
- TV Chile
- TV Chile
- TV Chile

## Autres versions
- Dulce amor (Telefe, 2012-2013)
- Hasta el fin del mundo (Televisa, 2014-2015)
- Dulce amor (Caracol Televisión, 2015-2016)

### Sources
- (es) Cet article est partiellement ou en totalité issu de l’article de Wikipédia en espagnol intitulé « El amor lo manejo yo » (voir la liste des auteurs).